# Freja Abildå
Freja Sørensen Abildå (født. 11. maj 1998) er en kvindelig dansk fodboldspiller, der spiller midtbane i Brøndby IF (kvinder)

## Meritter

### Klub
Brøndby IF
Elitedivisionen 
- Guld: 2018-19
- Guld: 2016-17
- Sølv: 2015-16

Sydbank Kvindepokalen 
- Guld: 2016-17
- Sølv: 2019
- Sølv: 2015-16